# Treóz
A treóz négy szénatomos monoszacharid, képlete C4H8O4. Szénláncában nem ketocsoport, hanem terminális aldehidcsoport található, így az aldózok közé tartozik.

A treóz két enantiomerjének Fischer-projekciója

## Fordítás
Ez a szócikk részben vagy egészben  a   Threose című angol Wikipédia-szócikk ezen változatának fordításán alapul.  Az eredeti cikk szerkesztőit annak laptörténete sorolja fel. Ez a jelzés csupán a megfogalmazás eredetét és a szerzői jogokat jelzi, nem szolgál a cikkben szereplő információk forrásmegjelöléseként.